# BB Seguridade
Banco do Brasil Seguridade (também conhecido como BB Seguridade) é uma empresa de seguros brasileira pertencente ao Banco do Brasil.
A companhia foi criada em 20 de dezembro de 2012, após o Banco do Brasil separar a sua divisão de seguros em uma nova empresa de capital aberto na B3.
A empresa atua nos ramos de produtos de seguros, previdência aberta, capitalização e serviços de corretagem, a BB Seguridade vende todos os seus serviços através do Banco do Brasil, a sede da empresa fica na cidade de Brasília no Distrito Federal, Brasil.
Atualmente, o diretor-presidente da empresa é André Gustavo Borba Assumpção Haui. 

## Histórico
O Banco do Brasil passou a atuar no ramo de seguros a partir de 1981.
Em 1987, foi constituída a BB Corretora, para atuar nos ramos de corretagem de seguros, planos de previdência complementar aberta, títulos de capitalização a administração de bens.
Em 1993, foi criada a Brasilprev, para atuar no segmento de previdência complementar aberta. A companhia é resultado de parceria entre o BB Banco de Investimentos (BB-BI) e um grupo de seguradoras. Ao longo do tempo, a empresa passou por diversas reorganizações em seu quadro acionário. Entre 1999 e 2000, a Principal Financial Group do Brasil adquiriu participações na Brasilprev, firmando parceria com o BB-BI.
Em 1995, foi constituída a Brasilcap Capitalização, uma parceria entre Banco do Brasil (BB-BI), Sul América Capitalização, Icatu Hartford e Aliança da Bahia.
Em 1996, foi criada a Brasilveículos, uma associação entre o Grupo Sul América e o BB Banco de Investimentos (BB-BI), para atuar no ramo de seguros de veículos. No mesmo ano, é criada a Brasilsaúde em parceria com a Sul América.
Em 1997, foi constituída a Aliança do Brasil, uma parceria do BB-BI com a Companhia de Participações Aliança da Bahia, para atuar nos ramos elementares e vida.
Em 2008, a Aliança do Brasil foi adquirida pelo BB-BI, em razão da incorporação do Banco do Estado de Santa Catarina (BESC) pelo Banco do Brasil. A partir de então, foi feita iniciada uma reorganização societária da área de seguros, previdência aberta e capitalização do banco.
Em 2009, foram constituídas duas subsidiárias integrais, BB Seguros e BB Aliança Participações, para concentrar as participações acionárias.
Em 2010,  foi renovada a parceria entre a BB Seguros e a Principal Financial Group do Brasil pelo prazo de 23 anos.
Em maio de 2010, foi iniciada uma parceria entre a BB Seguros e o grupo espanhol Mapfre pelo prazo de 20 anos.
Na mesma época, houve uma troca de ações: a BB Seguros ficou com a totalidade da Brasilveículos e vende a participação na Brasilsaúde para a Sul América.
Em 2011, adquire a totalidade das ações da Brasilcap.
Em 2012, foi criada a BB Seguridade, no âmbito da reestruturação societária do setor de seguros do banco.
Em 29 de abril de 2013, a BB Seguridade abriu o seu capital na BM&F Bovespa (atual B3) e realizou o maior IPO do mundo no ano de 2013 e também foi o maior da história da bolsa, a empresa conseguiu arrecadar 11,475 bilhões de reais com a operação de abertura de capital. O Banco do Brasil permaneceu como acionista majoritário da BB Seguridade com 66,25% das ações da empresa.
Em maio de 2013, o Governo Federal repassou para a BB Seguridade a sua participação de 21,24% na IRB, a BB Seguridade pagou 547,4 milhões de reais pela participação na IRB.
Em junho de 2013, em parceria com a Odontoprev foi criada a Brasildental, com o objetivo de distribuir e comercializar planos odontológicos sob a marca BB Dental.
Em 2014, foi iniciado o programa de ADR (American Depositary Receipt) na Bolsa de Valores de Nova York.
Em 2017, foi criada a Ciclic Corretora de Seguros, em parceria com a Principal Financial Group, para atuar nos segmentos de previdência privada, operações de seguro e empréstimos.
Em 2018, foi realizada uma reestruturação da parceria com a Mapfre, tendo sido criada a Brasilseg. Que atua nos ramos de vida, habitacional, rural e massificados (residencial, empresarial e condomínio) e a Brasilveículos e o setor de grandes riscos vendidos para a Mapfre.
Em 2019, a BB Seguridade alienou a totalidade de suas ações no IRB por R$ 2,3 bilhões.

## Estrutura societária
BB Seguridadeː
- BB Seguros (100%)
  - Brasilseg (49,9%)ː seguros
  - Brasilprev (49,9%)ː previdência complementar
  - Brasilcap (49,9%)ː capitalização
  - Brasildental (49,9%)ː planos odontológicos
- BB Corretora (100%)ː distribuição no canal bancário
  - Ciclic (49,9%)ː corretora digital